# Liste der Bodendenkmäler in Kulmbach
Auf dieser Seite sind die Bodendenkmäler in der oberfränkischen Großen Kreisstadt Kulmbach zusammengestellt. Diese Tabelle ist eine Teilliste der Liste der Bodendenkmäler in Bayern. Grundlage ist die Bayerische Denkmalliste, die auf Basis des Bayerischen Denkmalschutzgesetzes vom 1. Oktober 1973 erstmals erstellt wurde und seither durch das Bayerische Landesamt für Denkmalpflege geführt wird. Die folgenden Angaben ersetzen nicht die rechtsverbindliche Auskunft der Denkmalschutzbehörde.

## Bodendenkmäler in Kulmbach
| Lage                                     | Objekt                                                                                        | Akten-Nr.     | Bild |
| ---------------------------------------- | --------------------------------------------------------------------------------------------- | ------------- | ---- |
| (Standort)                               | Grabhügel vorgeschichtlicher Zeitstellung.                                                    | D-4-5834-0013 |      |
| (Standort)                               | Mittelalterlicher Burgstall.                                                                  | D-4-5834-0017 |      |
| (Standort)                               | Grab der Schnurkeramik.                                                                       | D-4-5834-0018 |      |
| (Standort)                               | Bestattungsplatz mit Grabhügel vorgeschichtlicher Zeitstellung.                               | D-4-5834-0019 |      |
| (Standort)                               | Verflachter Turmhügel des Mittelalters.                                                       | D-4-5834-0020 |      |
| (Standort)                               | Frühmittelalterliches Reihengräberfeld.                                                       | D-4-5834-0021 |      |
| (Standort)                               | Grabhügel vorgeschichtlicher Zeitstellung.                                                    | D-4-5834-0024 |      |
| (Standort)                               | Mittelalterlicher Turmhügel.                                                                  | D-4-5834-0025 |      |
| (Standort)                               | Untertägige Siedlungsteile des Mittelalters und der Neuzeit im Bereich der Kirchwehr          | D-4-5834-0034 |      |
| (Standort)                               | Abgegangener mittelalterlicher Turmhügel und Fundamente einer frühneuzeitlichen Anlage        | D-4-5834-0035 |      |
| (Standort)                               | Mittelalterlicher Turmhügel.                                                                  | D-4-5834-0038 |      |
| (Standort)                               | Untertägige Teile der spätmittelalterlichen bis frühneuzeitlichen Stadtpfarrkirche St. Petri  | D-4-5834-0039 |      |
| (Standort)                               | Untertägige Siedlungsteile des Mittelalters und der Neuzeit im Bereich der Kernstadt          | D-4-5834-0040 |      |
| (Standort)                               | Untertägige Teile erhaltener Abschnitte sowie Fundamente abgegangener Stadtmauerpartien       | D-4-5834-0041 |      |
| (Standort)                               | Freilandstation des Paläolithikums und des Mesolithikums.                                     | D-4-5834-0044 |      |
| (Standort)                               | Freilandstation des Paläolithikums und des Mesolithikums.                                     | D-4-5834-0045 |      |
| (Standort)                               | Siedlung des Neolithikums.                                                                    | D-4-5834-0053 |      |
| (Standort)                               | Freilandstation des Mesolithikums und Siedlungen des Neolithikums                             | D-4-5834-0058 |      |
| (Standort)                               | Untertägige Siedlungsteile des frühen, hohen und späten Mittelalters sowie der frühen Neuzeit | D-4-5834-0064 |      |
| (Standort)                               | Siedlung vermutlich des Neolithikums.                                                         | D-4-5834-0065 |      |
| (Standort)                               | Siedlung vorgeschichtlicher Zeitstellung.                                                     | D-4-5834-0066 |      |
| (Standort)                               | Freilandstation des Mesolithikums.                                                            | D-4-5834-0067 |      |
| (Standort)                               | Untertägige Teile der mittelalterlichen bis frühneuzeitlichen Plassenburg sowie Fundamente    | D-4-5834-0077 |      |
| (Standort)                               | Untertägige Siedlungsteile des frühen, hohen und späten Mittelalters sowie der frühen Neuzeit | D-4-5834-0078 |      |
| (Standort)                               | Untertägige Siedlungsteile des Mittelalters und der frühen Neuzeit                            | D-4-5834-0081 |      |
| (Standort)                               | Siedlung vermutlich des Spätneolithikums.                                                     | D-4-5834-0086 |      |
| (Standort)                               | Siedlung des Neolithikums.                                                                    | D-4-5834-0094 |      |
| (Standort)                               | Untertägige Teile der spätmittelalterlichen bis frühneuzeitlichen Pfarrkirche                 | D-4-5834-0095 |      |
| (Standort)                               | Freilandstation des Mesolithikums.                                                            | D-4-5834-0119 |      |
| (Standort)                               | Fundamente mittelalterlicher Vorgängerbauten der Pfarrkirche in Lehenthal                     | D-4-5834-0123 |      |
| (Standort)                               | Untertägige Teile der frühneuzeitlichen Spitalkirche in Kulmbach sowie Fundamente             | D-4-5834-0135 |      |
| (Standort)                               | Untertägige Teile der frühneuzeitlichen Friedhofskirche St. Nikolai in Kulmbach               | D-4-5834-0136 |      |
| Melkendorf (Standort)                    | Fundamente des abgegangenen Augustinerklosters des späten Mittelalters und der frühen Neuzeit | D-4-5834-0137 |      |
| (Standort)                               | Mühlsteinbruch des Mittelalters und der frühen Neuzeit.                                       | D-4-5934-0002 |      |
| (Standort)                               | Mittelalterlicher Turmhügel.                                                                  | D-4-5934-0003 |      |
| (Standort)                               | Untertägige Teile des frühneuzeitlichen Schlosses Steinenhausen sowie Fundamente              | D-4-5934-0064 |      |
| (Standort)                               | Siedlung vermutlich des Endneolithikums oder der frühen Bronzezeit.                           | D-4-5934-0131 |      |
| (Standort)                               | Untertägige Teile der spätmittelalterlichen bis frühneuzeitlichen Pfarrkirche                 | D-4-5934-0132 |      |
| (Standort)                               | Untertägige Teile der spätmittelalterlichen bis frühneuzeitlichen Pfarrkirche                 | D-4-5934-0137 |      |
| Mainleus/Kulmbach/Weißenbrunn (Standort) | Siedlung der späten Hallstatt- und frühen Latènezeit sowie Wüstung des hohen Mittelalters.    | D-4-5834-0093 |      |